# Moisturizer
Moisturizer — второй студийный альбом британской рок-группы Wet Leg, выпущенный 11 июля 2025 года лейблом Domino Recording Company. Продюсером альбома выступил Дэн Кэри, а сведением занимался Алан Молдер. Это первый альбом группы, в записи которого приняли участие гитарист Джош Мобараки, бас-гитарист Эллис Дюран и барабанщик Генри Холмс в качестве полноправных участников Wet Leg. Изначально они присоединились к группе в качестве гастрольных участников вскоре после её образования.
Выпущенный с широким признанием критиков, альбом достиг первого места в британском чарте альбомов UK Albums Chart. Альбому предшествовали синглы «Catch These Fists», «CPR» и «Davina McCall».

## История
Продюсером альбома Moisturizer выступил Дэн Кэри, ранее работавший с группой над их одноимённым дебютным альбомом Wet Leg (2022). Альбом Moisturizer был записан осенью 2024 года в студии Salvation Studios в Брайтоне. Вспоминая студийную обстановку, фронтвумен Риан Тисдейл отметила: «[Альбом] записывался в преддверии Хэллоуина. Мы украсили студию и пришли туда с кучей паутины, искусственных пауков и всего такого, так что теперь мы любим Хэллоуин».
Группа из пяти человек вошла в студию с шестнадцатью песнями, готовыми к записи. Тисдейл отметил: «Мы отказались от нескольких самых энергичных, потому что, по-моему, очень важно иметь такой динамический баланс, плавные переходы, чтобы альбом звучал гармонично. Хорошо иметь возможность немного „очистить палитру“. После столь долгих гастролей для нас было очень важно, чтобы второй альбом было приятно исполнять вживую».

## Обложка
На обложке альбома изображены основатели группы Риан Тисдейл и Хестер Чемберс в стиле «Aphex Twin». Тисдейл описывается как «похожая на гоблина», а Чемберс выделяется своими «длинными, острыми и смертельно опасными» ногтями. Говоря об обложке альбома, Тисдейл заявил: «Вся энергия этого креатива довольно провокационная — например, если там есть какие-то моменты, которые немного сексуальны, то они также немного отвратительны. Мы всегда использовали метод сопоставления, начиная с нашего первого клипа „Chaise Longue“, когда музыка как бы сопоставлялась с визуальным рядом. С этим всегда интересно играть».

## Отзывы
| Совокупная оценка | Совокупная оценка |
| Источник          | Оценка            |
| ----------------- | ----------------- |
| AnyDecentMusic?   | 8.0/10            |
| Metacritic        | 84/100            |
| Оценки критиков   |                   |
| Источник          | Оценка            |
| Clash             | 8/10              |
| The Guardian      | [ 7 ]             |
| Pitchfork         | 7.8/10            |
| Rolling Stone     | [ 9 ]             |
| The Skinny        | [ 10 ]            |
| Slant Magazine    | [ 11 ]            |

Альбом получил положительные отзывы музыкальной критики и интернет-изданий.
На Metacritic, где оцениваются оценки ведущих критиков, средний балл Moisturizer составляет 84, основанный на 19 рецензиях, что означает «признание критиков». В рецензии для Clash Ричард Боуз назвал альбом «более энергичным, красивым и игриво-извращённым» и сказал, что он «несомненно поможет Wet Leg сохранить за собой статус одной из самых самобытных британских групп».
Джейми Уайлд из The Skinny сказал: «Moisturizer излучает уверенность, а Wet Leg продолжают играть, используя свой стиль и сильные стороны». Алексис Петридис в своей статье для The Guardian написал: «Песни невероятно энергичные, мелодии заразительные: Moisturizer — это просто бомба». Роб Шеффилд из Rolling Stone сказал, что альбом «сохраняет всё быстрым и резвым». В рецензии для Slant Джереми Виноград сказал, что группа звучит как «настоящая живая рок-группа, играющая вместе в комнате», и отметил, «как весело им звучать, когда они звучат на Moisturizer».
Эйми Клифф в своей статье для Pitchfork назвала Moisturizer «почти переосмыслением» образа группы по сравнению с дебютным альбомом, отличающимся «более плотным, более экспансивным звучанием» и эмоциональностью, пронизанной «всей тревожной радостью второй юности». В заключение обзора Клифф отмечает, что пластинка демонстрирует «выносливость группы, способной пережить чувство новизны», что позволяет им привнести нюансы в «дерзкий юмор», с которым они прорвались на сцену.

## Список композиций
| №                   | Название            | Автор(ы)                                       | Длительность |
| ------------------- | ------------------- | ---------------------------------------------- | ------------ |
| 1.                  | «CPR»               | Ellis Durand Rhian Teasdale                    | 2:50         |
| 2.                  | «Liquidize»         | Joshua Mobaraki Teasdale                       | 2:27         |
| 3.                  | «Catch These Fists» | Durand Teasdale                                | 3:08         |
| 4.                  | «Davina McCall»     | Durand Hester Chambers Teasdale                | 3:47         |
| 5.                  | «Jennifer's Body»   | Chambers Durand Henry Holmes Mobaraki Teasdale | 2:26         |
| 6.                  | «Mangetout»         | Mobaraki Teasdale                              | 3:24         |
| 7.                  | «Pond Song»         | Chambers                                       | 2:58         |
| 8.                  | «Pokemon»           | Mobaraki Teasdale                              | 3:26         |
| 9.                  | «Pillow Talk»       | Durand Teasdale                                | 2:56         |
| 10.                 | «Don't Speak»       | Chambers                                       | 3:13         |
| 11.                 | «11:21»             | Durand Teasdale                                | 3:46         |
| 12.                 | «U and Me at Home»  | Mobaraki Teasdale                              | 4:01         |
| Общая длительность: | Общая длительность: | Общая длительность:                            | 38:22        |

### Замечание
- Все треки, кроме «CPR» и «11:21» стилизовано строчными буквами.